# Tramway de Dannes-Camiers à Sainte-Cécile
Le tramway de Dannes-Camiers à Sainte-Cécile est un petit réseau de tramway qui fonctionna durant les dernières années du XIXe siècle et les premières années du XXe siècle dans le département du Pas-de-Calais. Il était exploité sous le nom de Tramway de la Plage Ste-Cécile.

## Historique

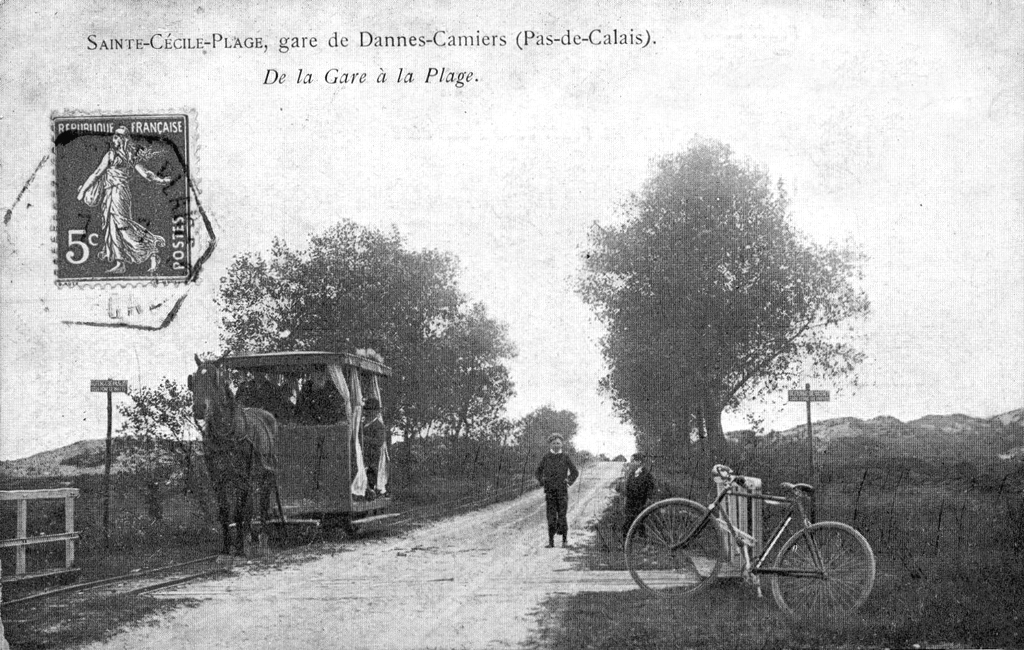
Près de la mer, avec les dunes en arrière-plan à gauche.

À la fin du XIXe siècle, comme en d'autres lieux du littoral de la Manche, une société privée décida l'établissement d'une petite station balnéaire à Sainte-Cécile au sud de Boulogne-sur-Mer, près de l'estuaire de la Canche et de la pointe de Lornel. Pour lui permettre d'acheminer les matériaux de construction nécessaires à l'édification des différentes lieux d'hébergement et des villas de la station, la Société de la plage de Sainte-Cécile obtint, en 1897, l'autorisation de construire une voie ferrée reliant la gare de Dannes - Camiers (au nord d'Étaples), située sur la ligne d'Amiens à Calais, à la plage de Sainte-Cécile. L'année suivante, le 24 février 1898, la société parvint à étendre l'autorisation au transport des voyageurs qui était assuré, durant la période estivale, en correspondance avec certains des 12 trains s'arrêtant quotidiennement à la gare de Dannes-Camiers. Aucune concession n'a jamais été accordée, le tramway vivant sous le régime de l'autorisation précaire, ce qui ne permet pas de disposer d'amples renseignements sur son exploitation.

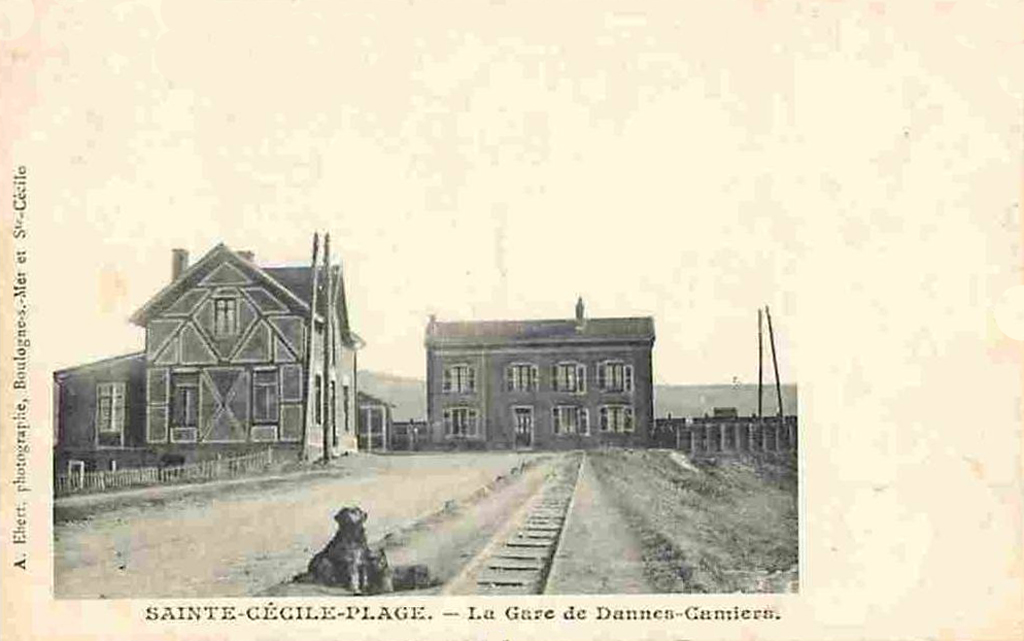
La voie étroite du tramway de Sainte-Cécile devant le bâtiment-voyageurs de la gare Nord de Dannes - Camiers assurant la correspondance avec la ligne d'Amiens à Calais.

Longue de 2,74 kilomètres, la ligne à traction hippomobile fut construite en voie étroite de 0,60 m (type Decauville). Son exploitation était simplifiée à l'extrême, un convoi - une baladeuse à deux essieux tirée par un cheval - faisait la navette quatre fois par jour durant la période d'activité de la station (du 1er juillet au 30 septembre). Le trajet durait 20 minutes; en 1914, les horaires de départ de Sainte-Cécile étaient fixés à 8 h, 10 h 45, 14 h 15 et 18 h 08, ceux de Dannes-Camiers à 9 h, 12 h 40, 16 h et 18 h 35. Le personnel se limitait à deux personnes : le propriétaire et un employé faisant office de cocher, receveur, palefrenier et charron. Les indicateurs de chemins de fer permettent de savoir que l'exploitation fut arrêtée en août 1914 avec le début de la Première Guerre mondiale et ne fut jamais reprise.